# Domingão
Domingão é uma pequena aldeia portuguesa na antiga Freguesia de Ponte de Sor, no Município de Ponte de Sor, tendo cerca de 250 habitantes (estimativa do município).